# Bart Biemans
Bart Biemans (Neerpelt, Bélgica, 14 de marzo de 1988), futbolista belga. Juega de defensa y su actual equipo es el FC Eindhoven. 

## Selección nacional
Ha sido internacional con la selección de fútbol sub-21 de Bélgica, sub-20, sub-18, sub-17 y sub-16.

## Clubes
| Club                  | País         | Año       |
| --------------------- | ------------ | --------- |
| Willem II             | Países Bajos | 2008-2011 |
| Roda JC               | Países Bajos | 2011-2016 |
| FC Den Bosch (cedido) | Países Bajos | 2016      |
| FC Den Bosch          | Países Bajos | 2016-2018 |
| FC Knokke             | Bélgica      | 2018-2019 |
| FC Eindhoven          | Países Bajos | 2020-     |